# North American Antiepileptic Drug Pregnancy Registry
Das North American Antiepileptic Drug Pregnancy Registry ist eine Datenbank, die in den USA und Kanada Informationen über die Sicherheit von während der Schwangerschaft eingenommenen antiepileptischen Medikamenten sammelt.
Es wurde 1997 am Massachusetts General Hospital in Boston gegründet und mit Geldern von sechs pharmazeutischen Unternehmen aufgebaut, die „alte“ und „neue“ Antiepileptika vertreiben. Es versteht sich jedoch als unabhängige Einrichtung. Bis Oktober 2005 konnten die Daten von 4749 Schwangerschaften unter antiepileptischer Therapie erhoben werden.
Im Speziellen interessieren Fragen zur Teratogenität (Schädigenden Wirkung auf den Embryo) von
Antiepileptika, die aus irgendwelchen Gründen in der Schwangerschaft eingenommen wurden.
Daten wurden zwischenzeitlich über die Sicherheit von Valproinsäure, Phenobarbital und zuletzt von Lamotrigin veröffentlicht, für das entgegen früheren Publikationen neu ein (um das 24fache) erhöhtes relatives Risiko für nicht-syndromale isolierte Lippen- und Gaumenspalten gefunden wurde.
In Europa und verschiedenen anderen Ländern ist das EURAP (Europäische Register für Schwangerschaften unter Antiepileptika) dieser Institution vergleichbar.